# Symmachia miron
Symmachia miron är en fjärilsart som beskrevs av Grose-smith 1898. Symmachia miron ingår i släktet Symmachia och familjen Riodinidae. Inga underarter finns listade i Catalogue of Life.